# Ma-Xia-school
De Ma-Xia-school was een Chinese schildersstroming die ontstond in de periode van de Zuidelijke Song. De naam is ontleend aan die van de grondleggers, Ma Yuan (ca. 1160–1225) en Xia Gui (ca. 1180–1224). De Ma-Xia-school was een van de belangrijkste stromingen in de Song-periode.

## Beschrijving
Ma Yuan en Xia Gui stonden bekend om hun shan shui-landschappen in gewassen inkt. Beide kunstenaars ontleenden verschillende elementen uit het werk van eerdere meesters, zoals de nevelige lichtcontrasten van Fan Kuan (fl. 990–1020) en de Twee Mi's of de asymmetrische composities van Li Tang (ca. 1050–1130).
Ma en Xia trachtten een gevoel van eindeloze ruimte te creëren. Het zwaartepunt van het schilderij lag meestal in één hoek (Ma) of één zijde (Xia), terwijl de rest van het werk zeer spaarzaam was opgebouwd. De voorgrond bestond uit gedetailleerde taferelen die in scherpe, geprononceerde penseelstreken waren aangebracht. Deze contrasteerden scherp met de massieve bergcontouren op de achtergrond, die waren uitgevoerd in vervagende inktranden. Zo werd de indruk gewekt dat de bergen in een oneindige ruimte verdwenen en ontstond een complex en sfeervol effect van mystiek en onbereikbare grootsheid.

## Invloed
De Ma-Xia-school beïnvloedde veel literati tijdens de Song-periode, waaronder Ma Yuans zoon Ma Lin. Ook was de school een bron van inspiratie voor veel latere meesters. De door Dai Jin (1388-1462) gestichte Zhe-school borduurde tijdens de Ming-periode voort op de Ma-Xia-stijl. Ook vertoond het werk van de Japanse 15e-eeuwse schilders Tenshō Shūbun en Sesshū Tōyō invloeden van de Ma-Xia-school.